# Кудряшов, Александр Павлович
Александр Павлович Кудряшов (4 сентября 1923, Норское, Ярославская губерния — 27 декабря 2018, Петрозаводск) — советский футболист и хоккеист. Чемпион Карело-Финской ССР по футболу.

## Биография
Родился селе Норское (в 1944 г. вошло в состав Ярославля). Отец — мастер текстильной фабрики, мать — ткачиха.
После окончания неполной средней школы, поступил учеником на шинный комбинат, работал токарем.
В 1939—1940 г.г. вратарь взрослой команды Ярославского шинного завода. Участник Великой Отечественной войны, сержант, командир отделения батальона спецсвязи.
По окончании Горьковского учебного пункта связи направлен в отдельный батальон связи Главного управления пограничных войск в Москве (1942—1944), затем в Архангельске (1945—1946), начальник телефонной станции в Северодвинске.
Обеспечивал оперативную связь всех фронтов в секретном кодовом режиме.
В 1946 г. — вратарь команды «Динамо» в Архангельске.
В мае 1947 года был переведен для прохождения службы в Министерство внутренних дел Карело-Финской ССР. В 1947 г. стал чемпионом города Петрозаводска по футболу, обладателем Кубка по футболу Карело-Финской ССР в составе команды «Динамо» (Петрозаводск).
В 1948—1949 гг. — чемпион Карело-Финской союзной республики по футболу.
С 1951 по 1952 гг. — вратарь в футбольной и хоккейной команде мастеров петрозаводском «Локомотиве».
Является лучшим вратарем в истории карельского хоккея с мячом.
В 1953—1957 г.г. в составе команд мастеров высшей лиге «А» по хоккею с мячом ОДО (Петрозаводск), Торпедо (Петрозаводск), «Онежец» (Петрозаводск), а также вратарь футбольной команды ОДО (Петрозаводск).
Окончил архитектурно-строительный техникум. После расформирования команды работал на Онежском тракторном заводе мастером ОТК, начальником экспериментального цеха, руководителем производства С 1993 г. на пенсии.
Последний официальный матч за сборную команду Карелии сыграл в 47-летнем возрасте, завершил играть в хоккей с мячом Александр Кудряшов в декабре 1985 года в матче, посвященном 60-летнему юбилею Николая Шогина.

## Память
- В Музее истории карельского спорта находятся на хранении фотографии, щитки и защитная маска хоккеиста.
- В г. Петрозаводске проводится ежегодный турнир по мини-футболу на Кубок Александра Кудряшова[3].